# Буда-Кошелёвский биологический заказник
Буда-Кошелёвский биологический заказник — заказник в центре Буда-Кошелёвского района Гомельской области (Беларусь). Площадь 13 575 га. Его территория охватывает редкие сохранившиеся лесные массивы в моренно-зандровом ландшафте, благоприятном для сельскохозяйственного освоения и поэтому почти полностью распаханного.
Создан 13 апреля 1988 года для сохранения остаточных фрагментов ценных дубрав с редкими видами растений, занесёнными в Красную книгу Беларуси, имеющими большое научное, культурное и эстетическое значение.
На территории Буда-Кошелёвского государственного биологического заказника запрещаются пастьба скота, нарушение почвенного покрова, проведение мелиоративных и других работ, вызывающих изменение естественного ландшафта и водного режима, движение механизированного транспорта вне дорог, не связанное с ведением лесного хозяйства, использование ядохимикатов, а на территории особо защитных участков леса с ограниченным режимом лесопользования — проведение рубок главного пользования, раскорчёвка, добыча живицы и древесных соков, охота.